# Fides Sancti Regni
El Fides Sancti Regni o la Fe del Santo Reino fue un acto extraordinario organizado en la ciudad andaluza de Jaén el 15 de junio de 2013. Fue convocado por la Diócesis de Jaén con motivo del Año de la Fe, proclamado por el papa Benedicto XVI. La Agrupación de Cofradías se encargó de su organización. El acto tuvo tres partes diferenciadas:
- «El Retablo de Nuestra Fe», once pasos de distintas cofradías de Pasión realizaron una procesión extraordinaria[2] para ofrecer una catequesis visual de la Pasión, Muerte y Gloriosa Resurrección de Jesucristo.[3]

- «La Historia de Nuestra Fe», un montaje audiovisual que se proyectó sobre la fachada de la catedral en el que se repasaron los dos mil años de historia de la Diócesis, desde San Eufrasio hasta el obispo mártir beato Manuel Basulto Jiménez (fue beatificado en octubre de ese año).

- «El Sacramento de Nuestra Fe», una eucaristía en la plaza de Santa María oficiada por el obispo de Jaén, Ramón del Hoyo López y concelebrada por los distintos sacerdotes de la ciudad. El Altar se situó en la puerta del Perdón de la catedral y en él se ubicaban las dos Patronas de la ciudad, la Virgen de la Capilla y Santa Catalina de Alejandría, así como, la reliquia del Santo Rostro.

|                       |
| Virgen de la Capilla. |

|               |
| Santo Rostro. |

## El Retablo de Nuestra Fe

### Hermandades
| Misterio                                                   | Hermandad      | Acompañamiento musical                                                        |
| ---------------------------------------------------------- | -------------- | ----------------------------------------------------------------------------- |
| Ntra. Señora de las Angustias                              | Buena Muerte   | Banda de Música Blanco Nájera (Jaén)                                          |
| Ntro. Padre Jesús de la Salud en su Entrada en Jerusalén   | La Borriquilla | Banda CC y TT del Rosario (Linares, Jaén)                                     |
| Jesús Salvador en su Santa Cena                            | La Santa Cena  | Banda CC y TT Stmo. Cristo de la Expiración (Jaén)                            |
| Jesús Orando en el Huerto                                  | Vera-Cruz      | A.M. María Auxiliadora (Jaén)                                                 |
| Stmo. Cristo del Amor en su Prendimiento                   | El Perdón      | A.M. La Pasión (Linares, Jaén)                                                |
| Ntro. Padre Jesús de la Piedad                             | La Estrella    | A.M. Ntro. Padre Jesús de la Piedad (Jaén)                                    |
| Ntro. Padre Jesús de la Caída                              | La Clemencia   | A.M. de la Anunciación (Torredelcampo, Jaén)                                  |
| Ntro. Padre Jesús de la Pasión Despojado de sus Vestiduras | La Amargura    | A.M. Ntro. Padre Jesús Despojado (Jaén)                                       |
| Stmo. Cristo de la Humildad                                | El Silencio    | Banda CC y TT Monte Calvario (Martos, Jaén)                                   |
| Stmo. Cristo Yacente                                       | La Soledad     | Banda CC y TT Fe y Consuelo (Martos, Jaén)                                    |
| Jesús en su Gloriosa Resurrección                          | El Resucitado  | A.M. Ntro. Padre Jesús Entrando en Jerusalén (Villanueva del Arzobispo, Jaén) |

|             |
| Santa Cena. |

|                  |
| Cristo del Amor. |

|                                                                |
| Cristo de la Piedad, Cristo de la Caída y Cristo de la Pasión. |

|                        |
| Cristo de la Humildad. |

### Recorrido
Los misterios fueron en dos grupos desde sus templos hasta la plaza de la Constitución. Las Hermandades de la parte norte de la ciudad (Santa Cena, Despojado, Amor, Humildad) discurrieron juntas desde la Avda. del Ejército Español, sumándose a ellas Jesús de la Caída en la calle Millán de Priego a la altura del pilar del Arrabalejo. Por su parte, el resto de Hermandades realizaron un itinerario conjunto desde la confluencia de las calles Tablerón, Puerta del Ángel y Teodoro Calvache. Una vez en la plaza de la Constitución todas realizaron por orden el itinerario común, Bernabé Soriano, plaza de San Francisco, Campanas y plaza de Santa María.
Al término de la eucaristía, los pasos realizaron los itinerarios de regreso a sus templos por el recorrido más corto y sin acompañamiento musical.